# 吟誦
吟誦是（又稱誦念）中国传统的读诗读词和读文的方法，最早可以追溯於孔子所在的春秋時期。作为一种独特而行之有效的鉴赏古典文学作品的手段，它不仅为历代的文人学子所普遍采用，而且也深被今天的文学爱好者所喜爱。其中的「常州派」吟誦被列為了中国国家级非物质文化遗产。

## 定義
吟誦是閱讀典籍的一種維度，它屬於一種聲音藝術，也是中國傳統文化的一種。
進一步，根據吟誦的程度，吟誦可以分為多種層次：
（甲）赋，也就是现在意义上的读。
《漢書》之「藝文志」引《傳》曰：「不歌而誦為之賦。」。可见赋于深度浅于前者。清段玉裁《說文解字注》定义“賦”为“斂也”。也就是说，赋是收敛的诵。
（乙）诵，也就是现在的“吟诵”，“诵念”。
郑玄注本《周禮》之「大司樂」云：「以聲節之曰誦」，可见诵的深度浅于“歌”。
（丙）歌，也就是现在的“唱诵”
《康熙字典》中引徐道符之言称：「長引其聲以詠也」。《禮》之「樂記」云：「詩言其志也，歌詠其聲也」，又：「歌之爲言也，長言之也。言之不足，故長言之。又曲合樂也」。可见歌的层次最深，并且常以曲乐伴奏。
以上的分法基本和朱自清的觀點相近，此外，還有持有其他的分法觀點的學者（如黄仲苏），但大致上和這相似，故不列舉了。

## 歷史
吟誦的歷史，最早文獻應可追溯至春秋時期的孔子。由於《詩經》的存在，我們可以確認的是，孔子絕不是歷史上第一個吟誦的人。
在古代中國，除了《诗经》三百零五篇之外，其他的作品基本也都可以吟誦。例如《诗经》以后的诗歌，楚辞、汉乐府、唐声诗、宋词等，但那些原来可入乐歌唱的《诗经》、楚辞、汉乐府、唐声诗、宋词，其乐谱大多先后失传。
學者李嵩正認為，日本的朗詠藝術也同樣來自於中國的吟誦；若不然，則證明廣義上的「吟誦」是詩歌的原本形式。

## 派別
古人對吟誦並沒有明確的認識，或者說吟誦究竟不是一門學問。他常常寄於師承，或只是來自於文人一時的靈感。但由於近代各種新文化運動，導致吟誦的文化根基--古詩和私塾教育動搖了，故吟誦也漸漸離開人間成為一門「文化遺產」了。而在过去的时代，吟诵的派别并不那么明确。也许很多地方的唱腔咬字都不一样，但还不足以称其为一家。但是隨著人們對語音新的認識，使得吟誦音不得不給自己一個分類，即流派。
上个世纪赵元任在美国灌录的吟诵唱片，是吟诵在新时代的基调。
在现代，许多吟诵朗诵的人，已经使用普通话来念书了，而從古的人也可分为官韵派、以不同韵书来分别的广韵派（依據廣韻）等等。用地方话吟诵的也不在少数，比如赵元任就使用常州话（常州腔）来念书，即常州派。类似的还有以南方方言为主，根据韵书修订的派别，例如唐派。有些戏曲家喜欢用昆曲韵或者京剧来唱，那么也可以说是一派。

## 相关链接
以乐语教国子——叶嘉莹古诗词吟诵课（豆瓣时间） （页面存档备份，存于）